# Leone (Schiff)
Die Leone war ein Zerstörer der Regia Marina und Typschiff der Leone-Klasse. Sie erlitt am 1. April 1941 Schiffbruch.

## Baugeschichte
Die Leone wurde 1917 geordert, aufgrund der in Italien herrschenden Stahlknappheit aber nicht gebaut. 1920 erfolgte die erneute Bauorder. Sie war zum Zeitpunkt des Baus größer als andere Zerstörer und wurde als Esploratore, der italienischen Variante der Scoutkreuzer, klassifiziert. Als Ende der 1920er-Jahre die schnelleren Esploratore der Navigatori-Klasse in Dienst gestellt wurden, wurde die Leone als Flottillenführer eingesetzt. 1938 erfolgte die endgültige Reklassifizierung zum Zerstörer. Sie war 113,41 m lang, 10,36 m breit und hatte einen Tiefgang von 3,1 m.

## Antrieb
Der Antrieb erfolgte über vier Yarrow-Kessel und zwei Parsons-Turbinen, die über zwei Antriebswellen die beiden Propeller antrieben. Die Anlage konnte mit 42.000 PS das Schiff auf 33 kn beschleunigen. Mit 400 t Treibstoff hatte es bei 15 kn bis zu 2000 sm Reichweite.

## Bewaffnung
Die Leone verfügte über acht 12,0-cm-L/45-Geschütze in Doppeltürmen. Diese waren auf der Mittschiffslinie aufgestellt, einer am Bug, einer am Heck, einer zwischen den Schornsteinen und einer hinter dem hinteren Schornstein und den Heckaufbauten. Dadurch konnten nur zwei Geschütze nach vorne bzw. nach hinten schießen, aber sie hatte eine Breitseite von acht Geschützen. Sie hatte als erster Zerstörer weltweit eine Hauptbewaffnung in Doppeltürmen. Als Fla-Bewaffnung hatte sie zwei 7,6-cm-L/40-Flugabwehrkanonen und vier 6,5-mm-Colt-Maschinengewehre. 1931 kamen zwei 4,0cm L/39 Pom-Pom hinzu und 1938 vier 13,2-mm-Fla-MG. Bei Indienststellung verfügte das Schiff über zwei Dreifachtorpedorohre für Torpedos mit 45,0 cm Durchmesser. Diese wurden 1930 gegen moderne Torpedorohre für 53,3-cm-Torpedos ersetzt. Zusätzlich konnte sie bis zu 60 Seeminen mitführen.

## Einsatzgeschichte
Mitte der 1930er-Jahre wurde die Leonefür den Einsatz in tropischen Gebieten umgerüstet und ab 1935 in der italienischen Marinebasis Massaua, Eritrea, am Roten Meer stationiert. Sie war dem von Konteradmiral Mario Bonetti befehligten Marineoberkommando Italienisch-Ostafrika (italienisch Comando Superiore di Marina in Africa Orientale Italiana (Marisupao)) unterstellt und gehörte mit weiteren 30 Schiffen der italienischen Rotes-Meer-Flotte (ital. Flotta del Mar Rosso) an.
Mit dem italienischen Kriegseintritt 1940 bildete die Leone zusammen mit ihren Schwesterschiffen Pantera und Tigre das 5. Zerstörergeschwader. Am 21. Oktober 1940 griff die Leone zusammen mit der Pantera und zwei Zerstörern der Sauro-Klasse den alliierten Konvoi BN 7 an. Es wurde lediglich ein Artillerietreffer auf einem  Transportschiff erzielt. Der Angriff wurde mit dem Eingreifen des Leichten Kreuzers Leander abgebrochen. Ebenfalls ohne Erfolg blieb am 3. Dezember eine Feindfahrt mit vier weiteren Schiffen gegen einen britischen Geleitzug, der unentdeckt entkommen konnte. Weitere offensive Aktionen fanden nicht statt.

## Verbleib
Am 31. März 1941 erhielten alle in Massaua stationierten Zerstörer aufgrund der starken Bedrohung durch alliierte Luftangriffe den Befehl, feindliche Schiffe am Ende des Suezkanals anzugreifen. Beim Auslaufen lief die Leone auf Grund, geriet in Brand und wurde aufgegeben. Nachdem die Besatzung das Schiff verlassen hatte, wurde das Schiff am 1. April 1941 von der Pantera und Tigre versenkt.